# Bindslev/Tversted IF
Bindslev/Tversted Idrætsforening, Bindslev/Tversted IF eller BTI er en lille idrætsforening i den Nordjyske by Bindslev. 

## Oprindelse
Bindslev Idrætsforening er en forening dannet i 1926. Klubben blev dannet som en sammenslutning af idrætsforeningen og gymnastikforeningen. De efterfølgende år kom der andre idrætsgrene på programmet, nogle i korte perioder, andre i længere perioder. I 1930´erne var fodbold den største sport. Medlemmerne i foreningens bestyrelse var alle fodboldspillere eller på anden måde interesseret i fodbold. 
Forening fik sit nuværende stadion ’Parken’ skænket af en lokal landmand. Det tog dog nogle år, før stadionet blev taget i brug, da der forinden kampe kunne afvikles, skulle udføres et stort anlægsarbejde. Arbejdet satte mange folk i arbejde, og det hele foregik med primitive redskaber såsom heste, vogne og tromler. I tiden, hvor arbejdet stod på, lejede man andre private græsmarker til at dyrke sport på. 
Ikke kun anlægget af Parken, var et rigtigt stort arbejde. Det at administrere Parken var en meget stor opgave. Det var bl.a. vanskeligt at få både pasningen og økonomien til at vedligeholde området, til at fungere og i 1941, under 2. verdenskrig, blev idrætsforeningen enige med sognerådet om, at Parken skulle overtages af kommunen. Fra tidspunktet for overtagelsen kom der mere gang i idrætten i den lille klub.

## Tversted Idrætsforening
I Tversted startede man med fodboldspillet omkring 1912. Tre initiativtagere: gårdejer Elvinus Volhøj, brugsuddeler Laurits Christiansen og vognmand Valdemar Christiansen stod i spidsen for fodbolden og oprettede boldklubben Tannis. 
Fodboldbanerne i Tversted lå i de første mange år forskellige steder, rundt omkring i byen, alle på nogle flade marker og uden nogen faciliteter til omklædning. Men i 1946 købte klubben et stykke jord i Kirkebyen og anlagde der en fodboldbane, hvor man kunne spille kampe og træne indtil sidst i 1950´erne. 
Klubben Tannis blev senere opløst og Tversted Idrætsforening blev i stedet stiftet. Perioden var meget travl, og der blev tilmeldt mange hold i JBU-turneringen i både senior- og ungdomsrækkerne. Også et nyt klubhus blev indrettet i kommunens hus. 
Efter mange gode år, indså man at en sammenslutning kunne gavne både Bindslev og Tversted. I 1969 blev sammenlægningen således en realitet. 

## Lokalområdet
Bindslev og Tversted, som ligger 4 km. fra hinanden, var før sammenlægningen af idrætsforeningerne nærmest arvefjender. Begge klubber ønskede inderligt at vinde de indbyrdes lokalopgør. Senere skulle det vise sig, at det blev nødvenidigt at samarbejde. Der blev efter et møde i Tversted Idrætsforening foreslået Bindslev Idrætsforening at arbejde på at sammenlægge klubberne.  
Forslaget blev ikke modtaget med stor begejstring hos alle, og mange var direkte imod en fusion. Men efter flere afholdte møder imellem foreningerne og udarbejdelse af forslag til love af H.C. Pedersen blev sammenslutningen dog enstemmigt vedtaget og dermed en realitet. 
Helt naturligt havde sammenslutningen en del begyndervanskeligheder. BTI havde bl.a. tilmeldt flere seniorhold, end  der egentlig var spillere til. Dette var bl.a. pga., at færre spillere fra Tversted, end man havde forventet, fortsatte med fodbolden i Bindslev. 
Fordelene var dog også store ved sammenlægningen. Tversteds store håndboldafdeling blev bl.a. ført videre og man havde nu også en kapacitet i Tversteds stadion og det tilhørende klubhus. På trods af de mange gode faciliteter, som man havde i Tversted, er flere og flere af BTI´s aktiviteter i dag blevet placeret udelukkende i Bindslev. Det har vist sig, at det var meget upraktisk og også noget dyrere at drive sporten både i Tversted og Bindslev.

## Profiler i BTI
BTI har haft mange gode fodboldår. De største i klubbens historie var i 1970´erne og i den første halvdel af 1980´erne. Årene var primært skabt ved et intensivt arbejde indenfor ungdomsfodbolden. Dette arbejde fortsatte i den sidste halvdel af 1980´erne, og op videre op igennem 1990´erne. Dette gav også gevinst, da mange gode ungdomshold og spillere blev skabt. 
Især gjorde en meget stærk flok drenge, primært fra årgang 1972, sig gældende, ikke blot i klubben BTI , men også på topplan. Især 2 spillere blev rigtig store. Kim Sand Kristensen og Thomas Poulsen. Begge kom i en tidlig alder til superligaklubben Aalborg Boldspilklub. Thomas blev senere spiller i Viborg FF og Silkeborg IF. I Silkeborg spillede Thomas i øvrigt sammen med lillebroderen Christopher Poulsen fra årgang 1980, som spillede i Silkeborg fra 2010-2013, efter en lang periode i FC Midtjylland. Fra 2013 spiller Christopher superligafodbold i Viborg og går altså i storebroderens fodspor.
Torben Westmark og Kim Sand blev begge landsholdsspillere imens de var i BTI, Kim Sand var bl.a. med på Wembley i London, da han som 16 årig var med på ungdomslandsholdet. Senere har Thomas Poulsen i sin fodboldtid i Silkeborg været med på Ligalandsholdet. Det er et par gange blevet til en plads på holdets træningsture i vinterperioden. 
På badminton siden har den største profil været spilleren Kirsten Larsen. Kirsten fik sin badminton opdragelse i BTI. Kirsten kom senere videre til Aalborg og derfra videre til København. Kirsten Larsen største triumf var da hun i 1987 vandt All England. All England-vindere (damesingle)